# Yūki Abe
Yūki Abe (阿部 勇樹?, Abe Yūki; Ichikawa, 6 settembre 1981) è un ex calciatore giapponese, di ruolo centrocampista.

## Caratteristiche tecniche
Gioca sia come mediano che come difensore centrale, di piede destro, è un discreto fenalizzatore con un buon senso della posizione, riuscendo a segnare calciando di prima intenzione inoltre è in grado di trovare il gol anche di testa. La sua precisione di tiro gli torna utile nel segnare calciando di rigore e talvolta anche di punizione.

## Carriera

### Club

#### JEF United Chiba
Ha debuttato il 5 agosto 1998 all'età di 16 anni e 333 giorni nella sconfitta per 3-2 contro il Gamba Osaka, diventando poi il capitano del JEF Chiba United. La sua prima rete per la squadra l'ha segnata aprendo le marcature nella sconfitta per 4-3 contro il Vissel Kobe. Porta il club alla vittoria della J. League Cup, l'edizione 2005 dove segna una doppietta in semifinale contro l'Urawa Red Diamonds e nella finale che si è conclusa a reti inviolate vince ai rigori per 5-4 e Abe segna il primo gol dal dischetto battendo il Gamba Osaka. L'anno successivo vince anche l'edizione 2006, segnando nel secondo tempo supplementare il gol del 3-2 con cui batte in semifinale il Kawasaki Frontale, e nella finale segna il gol del 2-0 sancendo la vittoria contro il Kashima Antlers.

#### Urawa Red Diamonds e Leicester City
Il 22 gennaio 2007 è stato acquistato dall'Urawa, campioni in carica della J1 League e della Coppa dell'Imperatore. Ha aiutato gli Urawa Red a vincere l'edizione 2007 della AFC Champions League segnando il suo primo gol per la squadra con cui battono per 1-0 il Shanghai Shenhua, la partita in semifinale contro il Seongnam FC finisce sul 2-2, l'Urawa Reds vince ai rigori 5-3 e Abe ne segna uno. In finale affrontano il Sepahan F.C.; la partita d'andata termina 1-1 e nella partita di ritorno Abe segna la rete del 2-0 battendo gli avversari. La vittoria permette alla squadra di accedere all'edizione 2007 del Mondiale per Club piazzandosi al terzo posto battendo l'Étoile du Sahel, la partita che si era conclusa per 2-2 vede l'Urawa Red prevalere per 4-2 ai rigori e Abe calciando dal dischetto segna una rete.
Il 27 agosto 2010 viene ingaggiato dal Leicester City, squadra inglese militante nella Football League Championship. Fa il suo esordio nella partita vinta 2-1 contro il Cardiff City il 14 settembre 2010. Segna il suo primo gol per il Leicester City vincendo per 4-2 ai danni dell'Ipswich Town, inoltre con un suo assist vincente Paul Gallagher segna la rete del 1-0 battendo il Preston. Nella Football League Cup la squadra pareggia per 2-2 contro il Cardiff City che vince per 7-6 ai rigori benché Abe sia comunque riuscito a segnare dal dischetto. Grazie al suo assist Jermaine Beckford segna la rete del 2-0 battendo il Watford, infine segna la sua ultima rete per la squadra con il gol che decide la vittoria su 1-0 contro il Brighton.
Nel 2012 torna a giocare per l'Urawa Reds vincendo l'edizione 2006 della Coppa del Giappone ancora una volta nella finale contro il Gamba Osaka la partita finisce in parità per 1-1 la vittoria viene conquistata ai rigori per 5-4 e Abe segna il primo rigore per l'Urawa Red. Con questa vittoria disputa la Coppa Suruga Bank dove Abe con un rigore trasformato conquista la vittoria di misura per 1-0 sul Chapecoense. Ottiene la vittoria dell'edizione 2017 del campionato continentale asiatico, giocando la finale vinta contro l'Al-Hilal.
Il 14 novembre 2021 annuncia il suo ritiro.

### Nazionale
Ha fatto inoltre parte della nazionale olimpica ai giochi olimpici del 2004, uscendo al primo turno dopo le sconfitte nel girone B con Paraguay, Ghana e Italia, nella sconfitta contro quest'ultima per 3-2 segna l'unica rete nel torneo.
Ha debuttato nella nazionale maggiore il 29 gennaio 2005, in un'amichevole vinta per 4-0 contro il Kazakistan, segnando il primo gol il 6 settembre 2006 contro lo Yemen vincendo per 2-0 in una gara per la qualificazione alla Coppa d'Asia 2007. Ottenuta la qualificazione segna un gol nella sconfitta per 3-2 contro l'Arabia Saudita mentre contro la Corea del Sud, la partita termina sullo 0-0 e ai rigori Abe segna una rete ininfluente, dato che il Giappone perde per 6-5.
La sua ultima rete in nazionale è stata contro il Cile in un'amichevole vinta per 4-0.
Non fu selezionato per il campionato del mondo 2006, ma ne diventò un titolare quando Ivica Osim, in precedenza allenatore del JEF United, lasciò la nazionale dopo la Coppa del Mondo. Partecipa ai Mondiali 2010 in Sudafrica, giocando sempre partendo da titolare.
Si ritira dalla nazionale il 6 settembre 2011, in una partita contro il Vietnam vinta per 1-0, al quale Yūki Abe è uscito al 46º minuto, al posto di Yūichi Komano.

## Statistiche

### Cronologia presenze e reti in nazionale
| Cronologia completa delle presenze e delle reti in nazionale ― Giappone olimpica | Cronologia completa delle presenze e delle reti in nazionale ― Giappone olimpica | Cronologia completa delle presenze e delle reti in nazionale ― Giappone olimpica | Cronologia completa delle presenze e delle reti in nazionale ― Giappone olimpica | Cronologia completa delle presenze e delle reti in nazionale ― Giappone olimpica | Cronologia completa delle presenze e delle reti in nazionale ― Giappone olimpica | Cronologia completa delle presenze e delle reti in nazionale ― Giappone olimpica | Cronologia completa delle presenze e delle reti in nazionale ― Giappone olimpica |
| Data                                                                             | Città                                                                            | In casa                                                                          | Risultato                                                                        | Ospiti                                                                           | Competizione                                                                     | Reti                                                                             | Note                                                                             |
| -------------------------------------------------------------------------------- | -------------------------------------------------------------------------------- | -------------------------------------------------------------------------------- | -------------------------------------------------------------------------------- | -------------------------------------------------------------------------------- | -------------------------------------------------------------------------------- | -------------------------------------------------------------------------------- | -------------------------------------------------------------------------------- |
| 12-8-2004                                                                        | Salonicco                                                                        | Paraguay olimpica                                                                | 4 – 3                                                                            | Giappone olimpica                                                                | Olimpiadi 2004 - 1º turno                                                        | -                                                                                |                                                                                  |
| 15-8-2004                                                                        | Volos                                                                            | Giappone olimpica                                                                | 2 – 3                                                                            | Italia olimpica                                                                  | Olimpiadi 2004 - 1º turno                                                        | 1                                                                                |                                                                                  |
| 18-8-2004                                                                        | Volos                                                                            | Giappone olimpica                                                                | 1 – 0                                                                            | Ghana olimpica                                                                   | Olimpiadi 2004 - 1º turno                                                        | -                                                                                |                                                                                  |
| Totale                                                                           |                                                                                  | Presenze                                                                         | 3                                                                                |                                                                                  | Reti                                                                             | 1                                                                                |                                                                                  |

## Palmarès

### Club

#### Competizioni nazionali
- Coppa J. League: 3

JEF United Ichihara Chiba: 2005, 2006
Urawa Reds Diamonds: 2016
- Coppa dell'Imperatore: 2

Urawa Red Diamonds: 2018, 2021

#### Competizioni Internazionali
- AFC Champions League: 2

Urawa Red Diamonds: 2007, 2017
- Coppa Suruga Bank: 1

Urawa Red Diamonds: 2017

### Nazionale
- Giochi asiatici: 1

2002
- Kirin Cup: 2

2008, 2009

### Individuale
- J. League Cup Premio Nuovo Eroe: 1

2005
- Squadra del campionato giapponese: 4

2005, 2006, 2007, 2016